# Relações internacionais da Etiópia
Como muitos estados na África sub-saariana, Etiópia foi relativamente isolada de outros países que não são imediatamente adjacentes a ela, até meados do século XIX.